# Слобозия-Ширеуцы
Слобозия-Ширеуцы, Слобозия-Ширэуць, Слободка-Широуцкая (рум. Slobozia-Șirăuți) — село в Бричанском районе Молдавии. Относится к сёлам, не образующим коммуну.

## География
Село расположено на высоте 137 метров над уровнем моря.

## Население
По данным переписи населения 2004 года, в селе Слобозия-Ширэуць проживает 1105 человек (535 мужчин, 570 женщин).
Этнический состав села:
| Национальность | Число жителей | Процентный состав |
| -------------- | ------------- | ----------------- |
| украинцы       | 937           | 84.8              |
| молдаване      | 145           | 13.12             |
| русские        | 19            | 1.72              |
| румыны         | 1             | 0.09              |
| гагаузы        | 1             | 0.09              |
| евреи          | 1             | 0.09              |
| прочие         | 1             | 0.09              |
| Всего          | 1105          | 100 %             |